# /dev/zero
/dev/zero は、Unix系オペレーティングシステムにおけるスペシャルファイルの1つで、全てヌル文字（ASCII の NUL、0x00）の内容を読み出すことができる。典型的利用例として、何らかの情報を上書きするキャラクタストリームとして使う。あるいは、特定サイズの内容が何もないファイルを作成するのにも使われる。BSD では、/dev/zero を mmap で仮想アドレス空間にマッピングすることで共有メモリを実装している。
あるパーティションの全データを破壊するという使い方もある。（政府・業界規格の一部において、この手法がデータの完全消去に認められない場合があるので注意すること）
```
# 以下のコードは、パーティションの全データを破壊するため、不用意に実行しないこと
dd if=/dev/zero of=/dev/hda8
```

1MiB のヌルキャラクタで埋め尽くされたファイル 'foobar' を作成するには、以下のようにする。
```
dd if=/dev/zero of=foobar count=1024 bs=1024
```

/dev/null と同じように、出力先としても使うことができる。/dev/zero への書き込みは全く何の効果ももたらさない（/dev/null と同じだが、/dev/null の方がこの用途にはよく使われる）。